# Ежовник меловой
Ежо́вник мелово́й (лат. Anabasis cretacea) — вид двудольных растений рода Ежовник (Anabasis) семейства Амарантовые (Amaranthaceae). Впервые описан немецко-российским ботаником Петером Симоном Палласом в 1771 году.

## Распространение, описание
Отмечен на территории Китайской Народной Республики, России и Средней Азии (в частности, в Казахстане). Некоторые источники считают ежовник меловой эндемиком России.
Многолетнее травянистое растение высотой 5—15 см. Листья простые. Соцветие — клубочек. Плодоносит в августе—октябре.

## Замечания по охране
Растение внесено в Красные книги Республики Башкортостан, Саратовской и Челябинской областей (Россия). На территории Западно-Казахстанской области (Казахстан) считается редким видом.

## Синонимы
Синонимичные названия:
- Anabasis cretica Vitman
- Anabasis tianschanica Botsch.